# Ilha de Santa Luzia
| Santa Luzia                |                                                             |
| Localização de Santa Luzia |                                                             |
| Concelhos                  | pertence ao concelho de São Vicente                         |
| Área                       | 34 km²                                                      |
| População                  | desabitada                                                  |
| Grupo                      | Barlavento                                                  |
| Elevação máxima            | 397 m, Topona                                               |
| Coordenadas                | 16° 45' 41" N e 16° 45' 41" N 24° 22' 38" W e 24° 44' 38" W |
| Mapa de Santa Luzia        |                                                             |

Santa Luzia é uma ilha do grupo de Barlavento do arquipélago de Cabo Verde. Atualmente desabitada, a ilha já albergou uma pequena comunidade de agricultores no século XVIII.
Administrativamente pertence ao concelho de São Vicente, sedeado na vizinha ilha homónima. A ilha de Santa Luzia e os ilhéus adjacentes (Branco e Raso) constituem uma reserva natural.

## Geografia

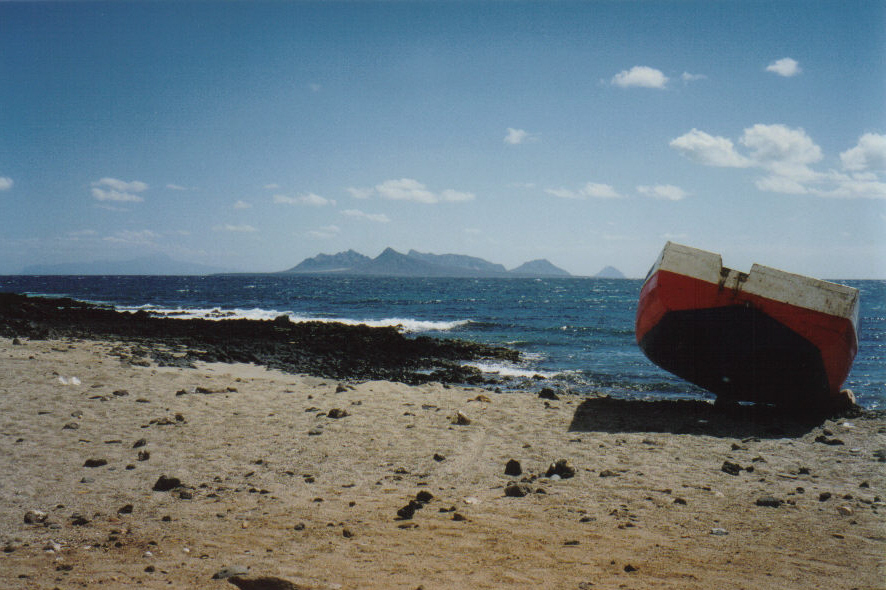
Ilha de Santa Luzia, vista de Calhau, em São Vicente

### Pontas

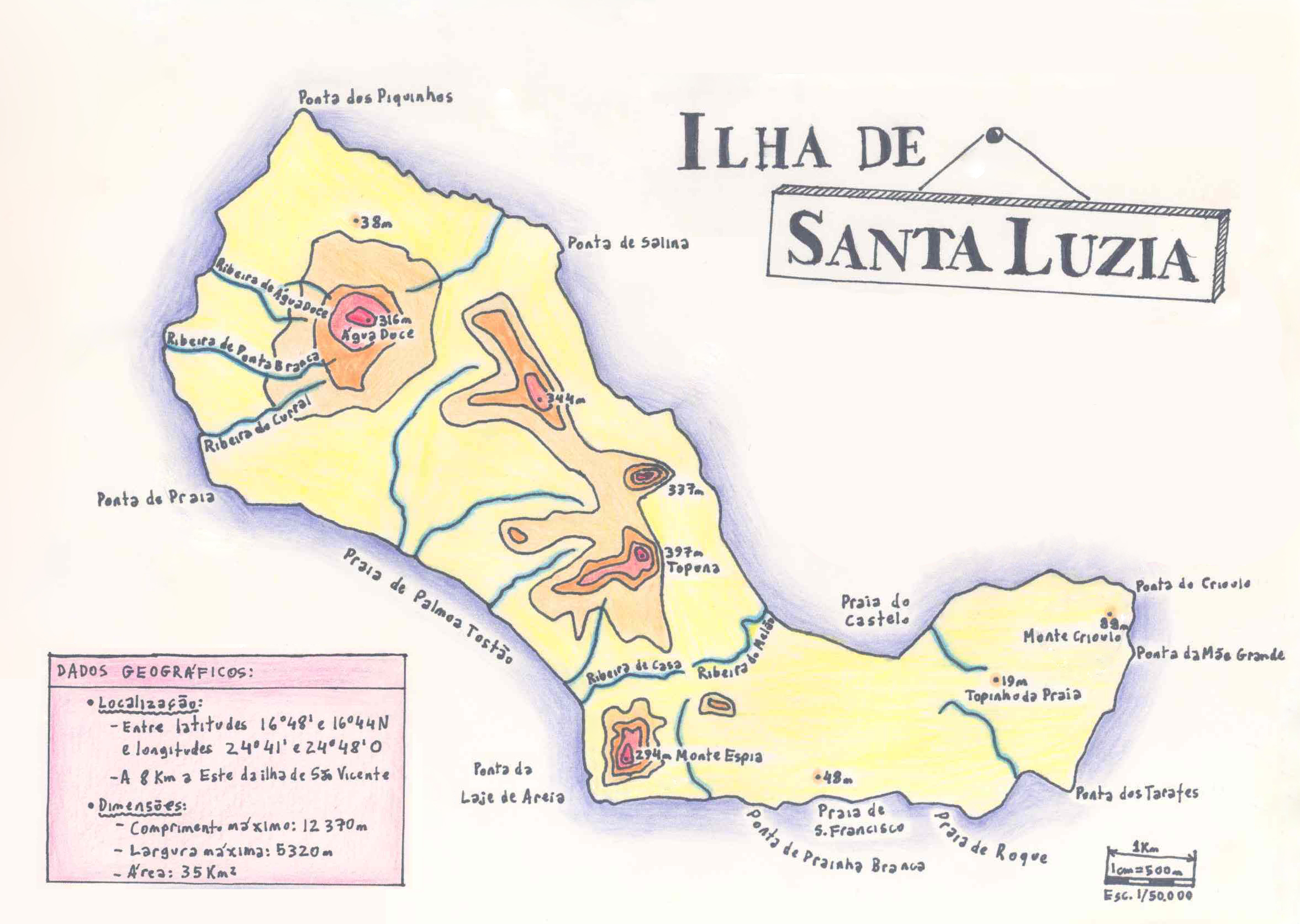
Mapa terrenho da ilha de Santa Luzia

- Ponta dos Piquinhas - ponto extremo de norte da ilha
- Ponta de Salina - norte
- Ponta do Crioulo - nordeste, ponto extremo de leste da ilha
- Ponta da Mãe Grande - leste
- Ponta dos Tarafes - sudoeste
- Ponta da Laje de Areia - sul
- Ponta de Praia - oeste
- Ponta Branca - ponto extremo de oeste da ilha

### Ribeiras
- Ribeira na zona norte da ilha
- Ribeira do Melãs - centro-leste
- Ribeira de Casa
- Ribeira do Curral
- Ribeira de Ponta Branca
- Ribeira de Agua Doce

### Praias
- Praia do Castelo
- Praia de Roque - na ponto extremo de sul da ilha
- Praia de Prainha Branca - sul
- Praia de Palmea Testão - sudoeste